# بيلوني (باد كاليه)
بيلوني، باد كاليه (بالفرنسية: Bellonne)‏ هي بلدية تقع في إقليم باد كاليه من منطقة نور با دو كاليه في شمال فرنسا. تبلغ مساحة هذه المدينة 2.03 (كم²)، وترتفع عن سطح البحر 65 م، يبلغ عدد سكانها 246 نسمة حسب إحصاء المعهد الوطني للإحصاء والدراسات الاقتصادية سنة 2009 م. وترأس داني غاي البلدية خلال فترة (2008-2014).